# 阇耶跋摩五世
阇耶跋摩五世（Jayavarman V，958年—1001年）柬埔寨吴哥王朝国王（968年—1001年在位）。佛教的庇护者。在他统治期间，常忙于应付及镇压各诸侯的不满，最后大致和平解决。他继续修建其父羅貞陀羅跋摩二世(Rājendravarman II)在吴哥的女王宫（Banteay Srei）並擴建了「空中宮殿」（實際是寺廟）。
阇耶跋摩五世968年10岁继位，在早年，由法院官员主导皇家政治。他由婆罗门梵天耶若婆罗诃（Brahman Yajnavaraha），一个非常有经验的老师教导。耶若婆罗诃是曷利沙跋摩一世的孙子，是一个杰出的学者，精通佛学、医学和天文学。967年，他继续其父罗贞陀罗跋摩二世建造女王宫，有「吳哥藝術之鑽」美稱，寺中雕刻精緻，非常漂亮。
当阇耶跋摩五世十七岁时，开始为自己建神庙茶胶寺（达高神寺，Ta Keo），然而建造的过程中庙宇遭受雷击，作为一个邪恶的预兆，祭司进行了一个仪式，以驱散恶魔，但最终半途而废。
Atmashiva和Narayana是两朝大臣，担任阇耶跋摩五世的大祭司，然而，最具影响力的和强大的统治家族是Saptadevakula家族，曾主导大部分的皇家事务。有趣的是，这个家族还帮助苏耶跋摩一世国王在1002年掌权。
阇耶跋摩五世雖屬印度教濕婆派（Shaivite）信徒，但對佛教非常容忍，在他统治时期佛教盛行。铭文(约975年)中曾记载基尔提旁底他（Kirtipandita）是他的佛教徒大臣，从国外输入一些佛典，大槪是关于中覌、瑜伽密教等印度后期佛教的典籍。但没有幸存下来。阇耶跋摩甚至暗示祭司在印度教仪式中用佛教仪式祈祷。佛教的崛起也导致许多女性获得高位，中国古代文人曾赞扬柬埔寨妇女的占星术，说他们身居高位。
阇耶跋摩五世的统治持续了大约30年，在位期间比较安定和繁荣。他于1001年去世，死后被称为Paramashivaloka。